# Plan de Esperanza Alta
Plan de Esperanza Alta är en ort i Mexiko.   Den ligger i kommunen Tapachula och delstaten Chiapas, i den sydöstra delen av landet, 900 km sydost om huvudstaden Mexico City. Plan de Esperanza Alta ligger 569 meter över havet och antalet invånare är 173.
Terrängen runt Plan de Esperanza Alta är huvudsakligen kuperad, men den allra närmaste omgivningen är platt. Runt Plan de Esperanza Alta är det tätbefolkat, med 286 invånare per kvadratkilometer. Närmaste större samhälle är Tapachula, 15,8 km söder om Plan de Esperanza Alta. I omgivningarna runt Plan de Esperanza Alta växer huvudsakligen savannskog.